# Astragalus ruiz-lealii
Astragalus ruiz-lealii är en ärtväxtart som beskrevs av Ivan Murray Johnston. Astragalus ruiz-lealii ingår i släktet vedlar, och familjen ärtväxter. Inga underarter finns listade i Catalogue of Life.